# Sainte-Marguerite (Liège)
Pour les articles homonymes, voir Sainte-Marguerite.
Sainte-Marguerite est un quartier administratif de la ville de Liège situé sur la rive gauche de la Meuse, à l'ouest du centre, dans la vallée de la Légia.

## Description
Ses quartiers voisins sont : à l'ouest (ONO) :la  commune de Ans, au nord : le quartier administratif de Sainte-Walburge, au sud-ouest : la section de Glain (OSO) et le quartier administratif de Burenville (SO), au sud : le quartier administratif de Saint-Laurent, à l'est : le quartier administratif du Centre.
Le quartier peut-être subdivisé en trois régions : Saint-Séverin, pour la partie basse ; Sainte-Marguerite, pour la partie centrale et ; le Haut-Pré, pour sa partie supérieure.
Sa population recensée au registre de population pour 2007 est de 15 157 habitants.

## Historique
L'histoire de Sainte-Marguerite et, de Saint-Séverin; remontent aux origines de la ville.
En 959 déjà, ces quartiers sont dotés d'une église et deviennent paroisses. Vers l'an 1000, le développement de la Cité ardente ainsi que l'explosion démographique rendent nécessaire la construction d'une seconde enceinte.
Afin de protéger la cité contre les invasions extérieures, Notger la fait entourer d'une enceinte qui sépare alors Saint-Hubert et Saint-Martin de Saint-Séverin.
Saint-Séverin devient « intra muros ». La paroisse de Sainte-Marguerite se trouvant au-delà des murs devient le « Faubourg Sainte-Marguerite ».
La porte de Sainte-Marguerite qui sera supprimée en mai 1841 devient un des principaux accès à la ville. Elle était située à l'époque entre les Degrés des Tisserands et la rue des Fossés.
Au cours du XIXe siècle, le faubourg connaît un extraordinaire développement, les voies de communications se développent, la gare du Haut-Pré est créée.
Une importante mutation colossale est créée. Des commerces spécialisés, des soieries ou encore de la mercerie s'implantent et attirent une clientèle lointaine, nombreuse et diversifiée. S'y ajoute une très forte croissance de la population qui se répartit dans le quartier de façon relativement structurée : le bas du quartier se peuple particulièrement d'armuriers et de mineurs tandis que le haut continue à accueillir plus spécifiquement des maraîchers, des viticulteurs et des bûcherons.
Cette prospérité s'achève dans la seconde moitié du XXe siècle.
On note un déclin dans les années 1960. En 1975, la construction d'une liaison « centre-ville - autoroute E25 » coupe le quartier en deux et créera de cet axe un isolement du reste de la ville, provoquant en 30 ans le départ de quelque 5 000 habitants et un profond déclin socio-économique.
Doté d'une grande richesse patrimoniale avec la Légia, les murailles et de nombreux immeubles classés, présentant une belle unité architecturale, le faubourg Sainte-Marguerite relève la tête, peu à peu.

## Culturel

### Géants
La réalisation de la voie rapide fin des années 1970 entraîne de nombreuses expropriations et crée des ruptures entre les différents sous quartiers de ce faubourg. Dans ce contexte, les commerçants décident de concevoir et réaliser deux géants, symboles de l'union du haut et du bas du quartier.
C'est pourquoi, Hubert Séverin remonte chercher Marguerite d'Arzis (la place des Arzis se trouve sur le haut de la rue Sainte-Marguerite).
Incendiés puis remis à neuf, aujourd'hui; les nouveaux géants, hauts de 4,50 m, renouvellent leurs vœux de mariage chaque année, généralement la première semaine de juin, à l'occasion de la fête de quartier.

### Théâtres
Le quartier compte deux théâtres de marionnettes ; le Théâtre à Denis, théâtre de marionnettes traditionnelles liégeoise, situé rue Sainte-Marguerite et le Théâtre al botroule, avec ses marionnettes pour adultes, situé rue Hocheporte.

## Sainte-Marguerite en quelques photographies

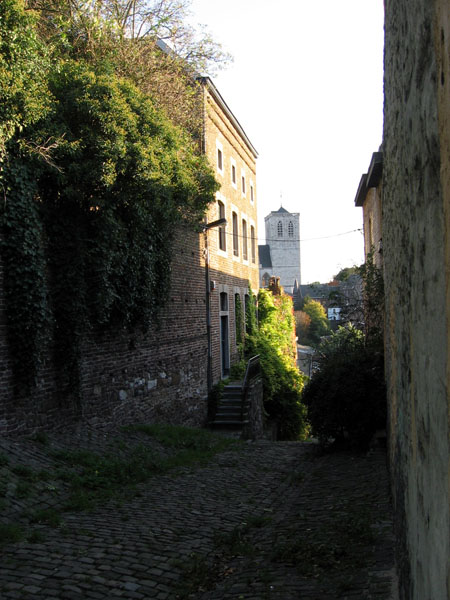
Les remparts, sur les hauteurs
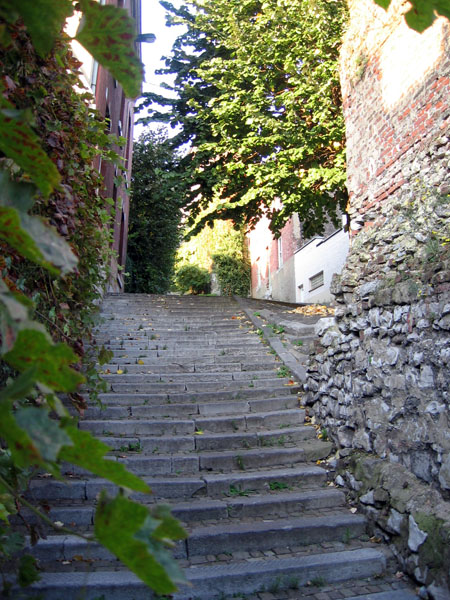
Vue vers les hauteurs
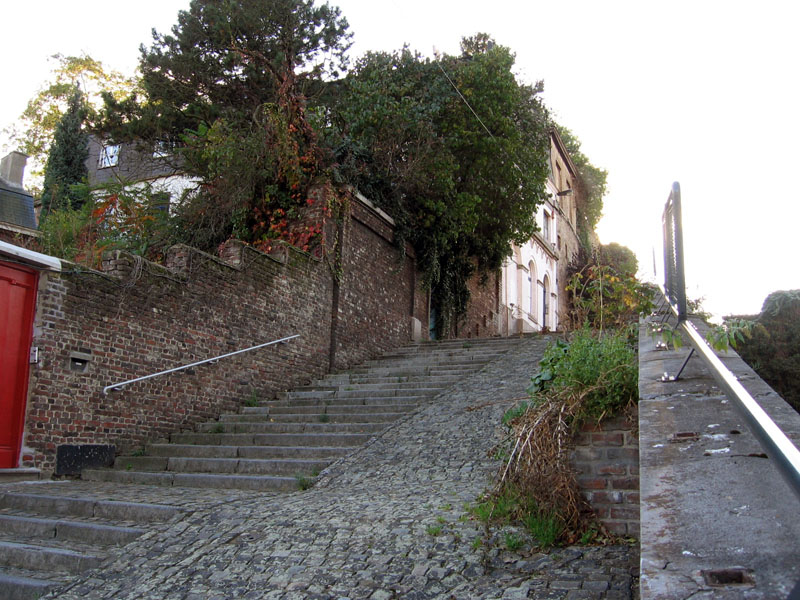
Vue d'entrée Fontainebleau
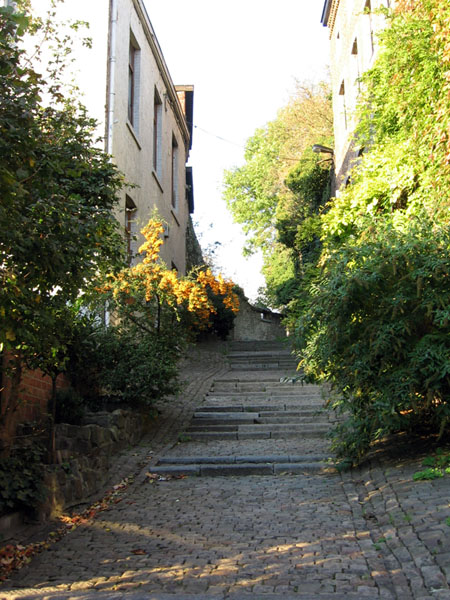
Sur les remparts

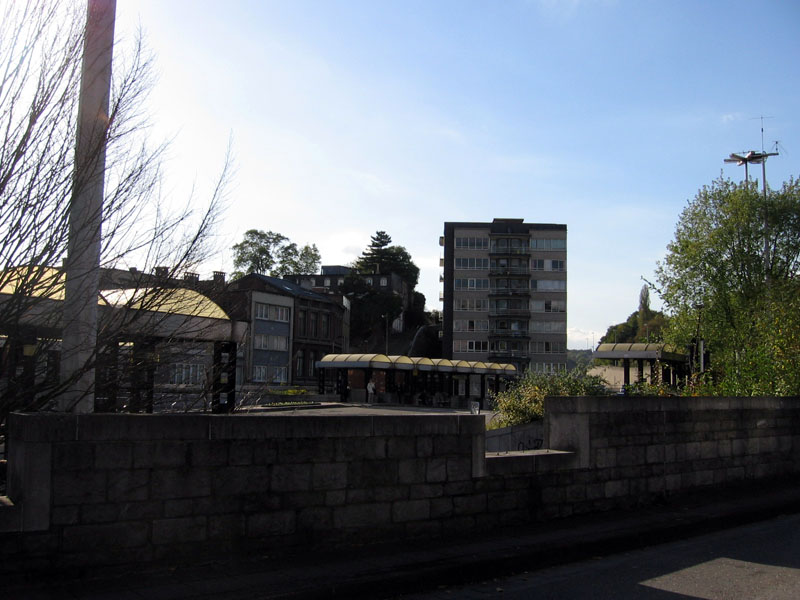
Vue de Fontainebleau, avec au centre, une entrée des remparts
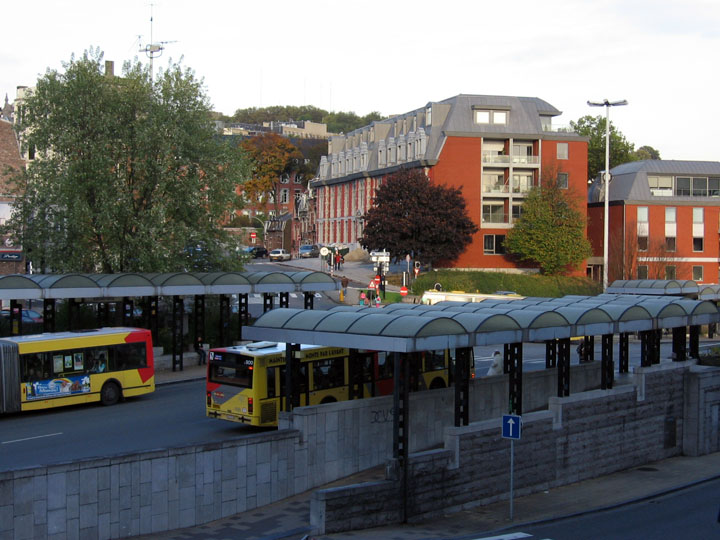
Vue des remparts sur Fontainebleau
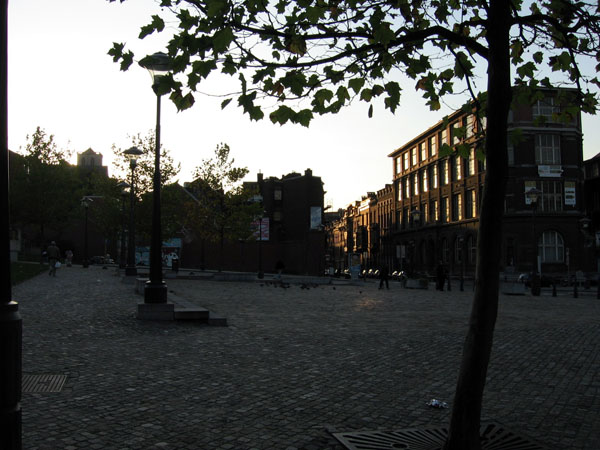
Vue du Cadran sur Léon Mignon
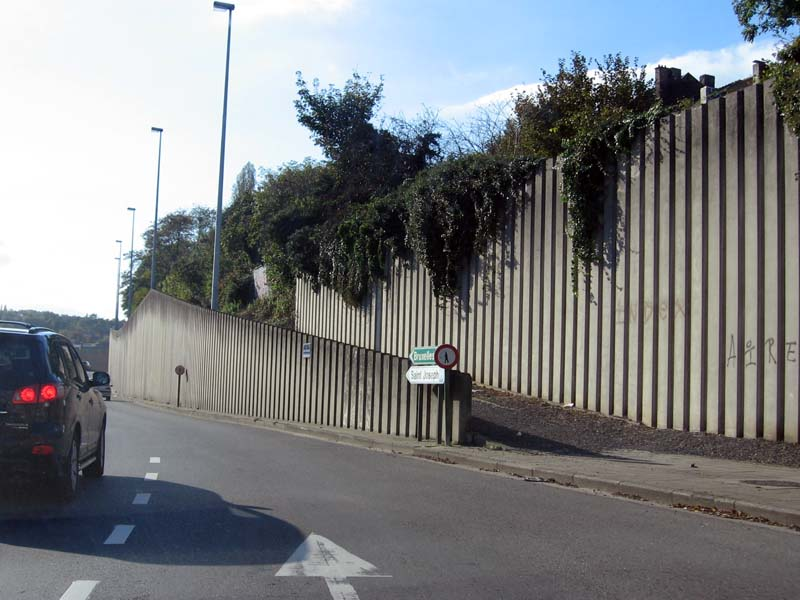
Promenade le long de la Rue de l'académie

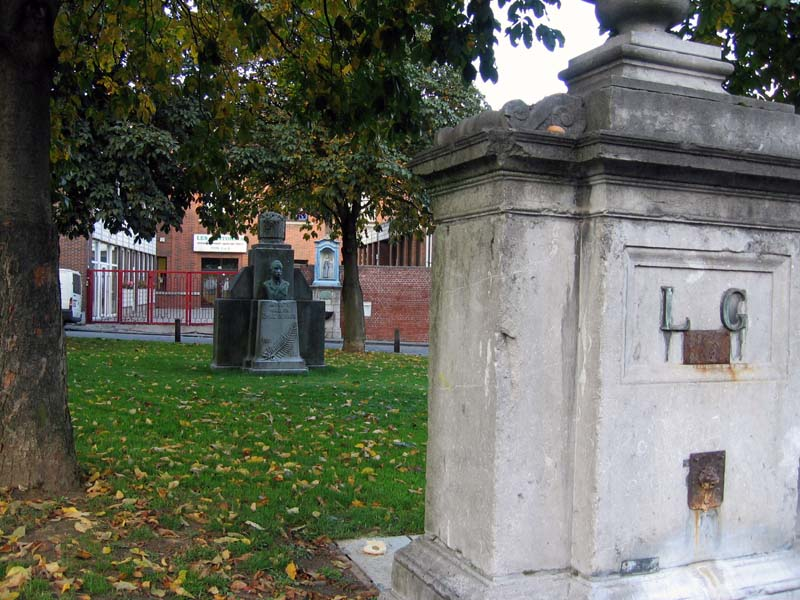
Liège, Statue et Vierge

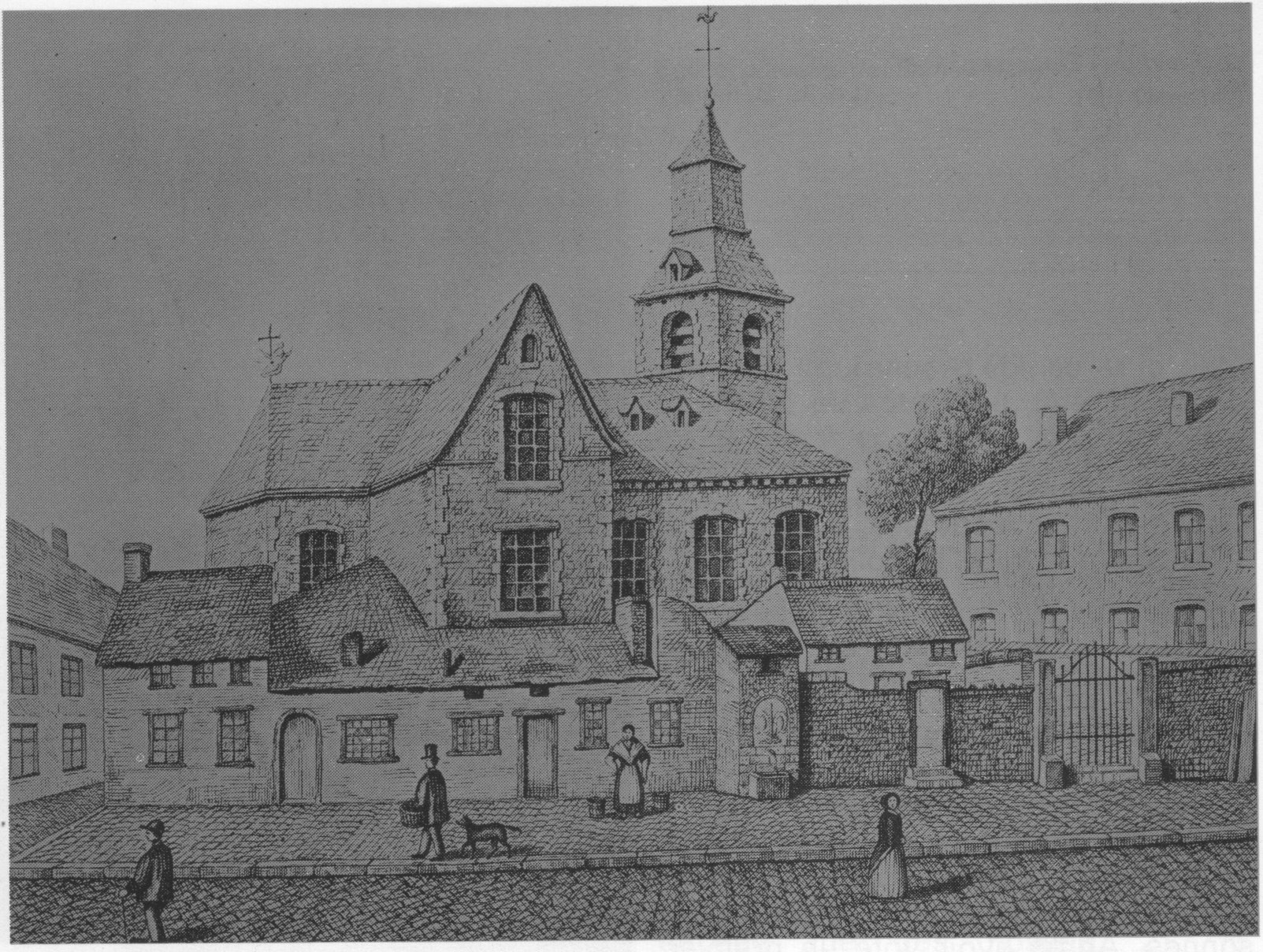
Église Sainte-Marguerite en 1863

### Le guide du quartier
Un petit guide gratuit du quartier de Sainte Marguerite pour vous aider à le découvrir et à l’apprécier.
Le Service d'Activités Citoyennes, le SAC, rue Sainte Marguerite no 28 a publié un guide gratuit Balade à travers Sainte Marguerite reprenant un bref historique du quartier, une proposition de promenade à travers les nombreuses petites rues, toute une série de petites infos pratiques et utiles sur le quartier…